# Thank You (canção de Sevendust)
"Thank You " é uma canção da banda de rock americana Sevendust . A música foi lançada como single principal de seu décimo primeiro álbum de estúdio, intitulado Kill the Flaw em 27 de julho de 2015. A música inclui um grupo de crianças como vocais de fundo. "É uma daquelas coisas em que pode ser muito legal ou muito Nickelodeon", diz Clint Lowery. A canção foi indicada para Melhor Performance de Metal no Grammy Awards de 2016 .

## Lista de faixas
| N.º | Título      | Duração |  |
| 1.  | "Thank You" | 4:27    |  |

## Paradas
| Parada (2015)                         | Posição no Pico |
| ------------------------------------- | --------------- |
| Rock mainstream dos EUA ( Billboard ) | 12              |